# Ephemeridae
Éphéméridés
Famille
Les Ephemeridae (Éphéméridés) sont une famille d'insectes dont la larve est aquatique, et qui appartiennent à l'ordre des Éphéméroptères. 
Cette famille compte environ 150 espèces décrites. 

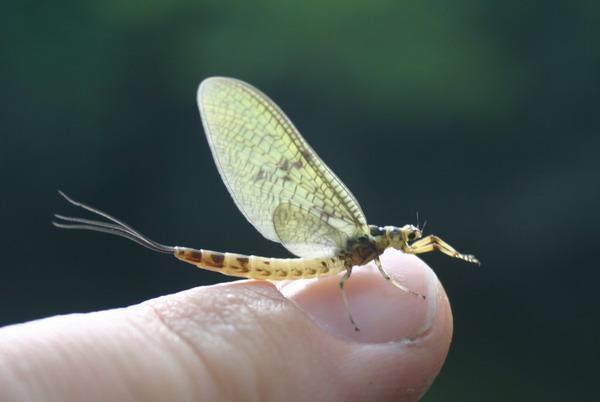
Exemple d'Ephemeridae : une « mouche de mai ».

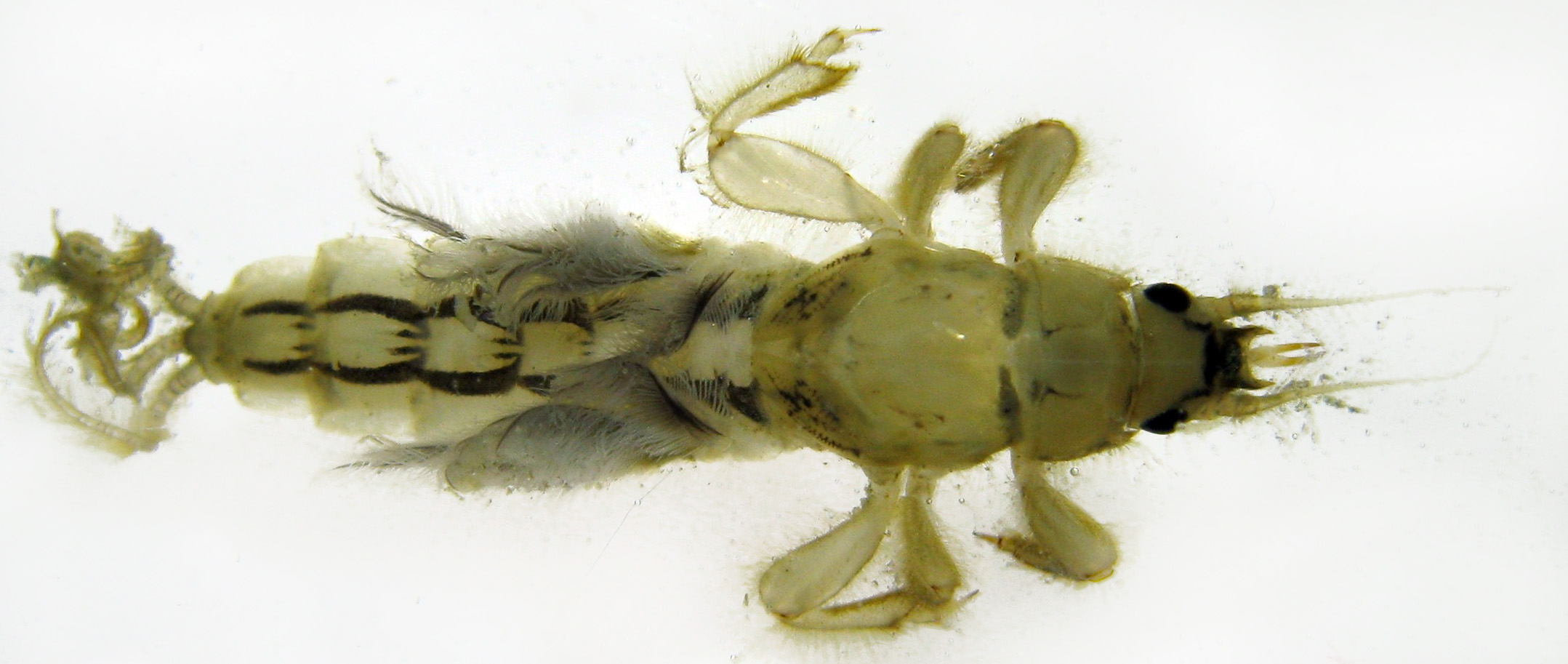
Larve d'Ephemera vulgata.

Quand le milieu leur convient, les éphémères constituent une part importante du plancton aérien au sein duquel ils comptent parmi les insectes de grande taille (jusqu'à 35 mm). Ces espèces sont sensibles à la pollution de l'eau et des sédiments, ainsi qu'à la pollution lumineuse (elles émergent de l'eau en fin d'après-midi ou dans la nuit, et sont attirées par les sources de lumière autour desquelles les araignées, chauves-souris ou d'autres prédateurs les capturent anormalement facilement, avant que les femelles n'aient eu le temps de pondre). Elles sont également sensibles au phénomène de pollution par la lumière polarisée. Les anglophones les classent parmi les insectes dits Polarotactic Insects , qui peuvent par exemple être attirés par certaines peintures émaillées, métallisées ou vitres réfléchissantes polarisant la lumière qu'ils renvoient, peut-être parce que les éphémères les confondent avec une surface d'eau.

## Description
Ces insectes sont caractérisés par :
- une relative grande taille
- un abdomen se terminant par de fins prolongements (sortes de queues dites " cerques " : deux ou généralement trois).
- des marbrures sur l'abdomen (bien que quelques espèces comme Ephoron virgo soient uniformément colorées ; ocre-blanchâtres dans ce cas.
- des ailes variant du blanchâtre au jaune, grisâtre avec pour de nombreuses espèces des motifs distinctifs permettant de les identifier
- des veines alaires très marquées
- une vie aérienne courte (quelques heures en général), d'où le nom d'éphémère
- un stade " sub-imago ", correspondant à une mue supplémentaire entre le stade nymphe et l'imago (adulte parfait) ; les Éphéméridés sont dits hémimétaboles et sont les seuls insectes actuels à vivre une mue au stade ailé (il s'agirait d'une relique évolutive, conservée d'ancêtres des insectes contemporains) ; à ce stade intermédiaire l'adulte ressemble à l'imago mais en plus court et trapu (pattes et cerques plus courts), avec des ailes opaques voire velues, et un vol plus lourd.
- des défenses mandibulaires courbées (en vue latérale).
- l'apex ventral des tibias postérieurs projeté en un point aigu distinct[3].

## Aire de répartition, genres et espèces
La famille des Éphéméridés a des représentants partout dans le monde, sauf en Australie et en Océanie.
 
En Europe, elle ne comprend qu'un seul genre : Ephemera lequel comprend les espèces :
- Ephemera danica
- Ephemera glaucops
- Ephemera hellenica
- Ephemera lineata
- Ephemera parnassiana
- Ephemera vulgata
- Ephemera zettana

Ephemera lineata n'aurait pas été localisée en Europe à ce jour.[réf. nécessaire]
Dans le reste du monde on trouve les genres suivants :
- Hexagenia Walsh, 1863
- Litobrancha McCafferty, 1971

et selon les sources :
- Baetis Leach, 1815
- Eatonica
- Palingenia Burmeister 1839
- Plethogenesia

## Écologie
Les Éphéméridés se reproduisent dans une large gamme d'eaux, mais qui exigent de ne pas être polluées. Ils apprécient une couche de limon propre, que les nymphes peuvent explorer au moyen de leurs puissantes pattes. Elles y creusent aussi des terriers (qui font que le groupe est parfois connu sous le nom d' éphémères fouisseurs). 

Les nymphes sont largement carnivores. Elles recueillent leur nourriture par prédation active, ou en capturant des proies planctoniques  transportées par le courant. De par leur position dans le réseau trophique, on peut supposer qu'elles peuvent concentrer certains polluants et les exporter dans la chaîne alimentaire terrestre via les individus adultes volants.

## État, pression, réponses
Les populations d'éphémères semblent le plus souvent en forte régression quand elles n'ont pas disparu. Les causes connues sont la destruction des habitats naturels, l'artificialisation des cours d'eau. Les pesticides (insecticides) les affectent directement, et on a montré que les larves et nymphes sont également sensibles à des polluants courants sur les cours d'eau navigué tels que les résidus de fioul ou pétrole.
Hexagenia bilineata a servi de modèle de laboratoire pour l'étude des effets de l'exposition au pétrole de nymphes (effets sur la survie et le comportement). Une exposition courte (96 heures, dans l'eau ou les sédiments) à la fraction soluble dans l'eau de résidus de pétrole brut n'a pas réduit la survie des éphémères, mais une exposition plus longue (ex : 21 jours) à de très faibles doses de résidus de pétrole (mélangée à des sédiments à des taux aussi faibles que 500 picogrammes par gramme) a significativement diminué leur survie. 

De même une exposition de 21 jours à un sédiments contaminés (1905 pg/g) recueilli 6 semaines après un déversement accidentel de pétrole brut dans la rivière Chariton (Missouri. Les tests comportementaux mont montré que ces insectes ne savent pas éviter le contact avec les résidus pétroliers présents dans les sédiments (50 à 800 pg g-1). cette expérience a montré que six semaines (au moins) après un déversement de pétrole, la pollution du sédiment est encore suffisante pour affecter les éphémères.
Une moindre pollution des cours d'eau par les pesticides et le pétrole devrait donc améliorer l'état des populations d'éphémères, et par suite des réseaux trophiques auxquels ils contribuent.

## Espèces bioindicatrices
Ces espèces régressant avec l'artificialisation et la pollution du milieu, et étant facile à repérer, compter et piéger (au filet à papillon, à la lumière). À la fois très sensibles à la pollution lumineuse, aux résidus de pétrole, ou aux pesticides insecticides, elles constituent de bons bioindicateurs. 

L'adulte vit peu de temps. Hormis pour la pollution lumineuse qui concerne fortement les adultes au moment crucial de la reproduction, ce sont donc les larves qui intègrent les pressions subies par l'espèce.
Elles ont par exemple été utilisées à Lyon pour évaluer l'évolution de la qualité du Rhône, par piégeages systématiques d'adultes attirés par une lumière, réalisés de 1958 à 1982, (principalement en juin et juillet, chaque année). Les changements dans le type et l'abondance des espèces de trichoptères et d'éphéméroptères (88 espèces présentes sur le Rhône) sur ces 25 ans ont traduit les perturbations subies par la rivière via tous les stades larvaires. Seules les espèces considérées comme les moins exigeantes quant à leurs conditions écologiques de vie sont encore présentes ; Cet appauvrissement faunique est expliqué par une diminution de la qualité du milieu, et notamment par l'homogénéité croissante du biotope causés par la régulation du débit. Le colmatage des fonds par des sédiments fins s'est également aggravée depuis 1966 de manière générale à cause de l'augmentation de l'érosion agricole, et localement par la mise en service d'un barrage situé juste en aval de la station où cette étude a été faite. Selon les auteurs, une stabilisation, qui reste délicate, a été atteinte sur cette partie du Rhône depuis 1974, permettant au moins la survie de communautés biotiques ne nécessitant pas d'eaux vives.
Plus au nord, dans l'ouest de la Sibérie, dans une zone d'extraction pétrolière et gazière, des espèces d’Éphéméridés ont été utilisées comme bioindicateurs de pollutions pétrolières, parmi 22 espèces présentes dans cette région.